# Готичка архитектура
Као готску архитектуру означавамо европску архитектуру врхунца и позног доба уметности средњег века која је изграђена у готском стилу. Као архитектонски самосвојни стил настаје у 12. веку у средњој Француској, тачније у области Ил де Франс у коју спада и град Париз и одатле се као „француски извозни производ“ раширила у већину земаља западне и средње Европе и врло брзо се проширила у Енглеску, касније на Иберијско полуострво, у Немачку и друге земље западне Европе. У Италији је готика створила посебну мешавину са романиком, антиком и византијским стилом, дошла је ту мало касније и замењује се ренесансом архитектуром. Још на почетку 16. века првенствено у средњој Европи настајала су у основи готичка дела.

## Назив готика
Назив „готика“ увели су италијански хуманисти који су је погрешно повезали с „Готима“ чије се уметност сматрала варварском и ово доба су означавали као „мрачно доба“ средњег века, а саму готику су сматрали уметношћу „без имало доброг укуса“. Неки архитекти су имали велико уважавање за значај готске архитектуре (као Франческо Боромини) и њихова дела, у којима су употребљавали готичке елементе понекад су погрешно сврставана у тзв. барокну готику. Готика је шире опет била примана у 19. веку када су реконструисана готичка дела и у то је доба готика била проглашена у Немачкој за „немачки народни стил“. У 19. и 20. веку појавио се и уметнички правац под именом неоготика који се развијао у Енглеској и САД и инспирисао се делима готике.
Уопштено о готичкој уметности видети чланак готика.

## Настанак готске архитектуре
Готска архитектура је настала трансформацијом, монументализацијом и смишљањем нових архитектонских елемената у познороманичкој архитектури у Француској у области Ил де Франс и притом се напаја елементима из романске архитектуре Нормандије и Бургундије, као и даљих области. Најкарактеристичнији елемент преломљени лук преузет је са Сицилије а од Арапа је дошао ребрасти свод.

## Карактеристике готске архитектуре
Готика је обележена системом архитектонске изградње који се супротстављао античкој и класичној архитектури. У изградњи катедрала се употребљавала као већ и у романичкој архитектури латински крст и подужну основу.
- Крстасти ребрасти сводови први пут су се примењивали у готици. У романској архитектури примењивани суполуобличасти сводови на квадратној основи са четири лука. У готици се примењују два дијагонално постављена лука који могу да се поставе изнад сваке основе, па и полигоналне, и тако засводе простор на овај нови начин.
- Велики прозори и високи зидови карактеристични су за готичку архитектуру, за разлику од дотадашњих у романици, носећих тешких зидова са малим прозорским отворима. Крстасти ребрасти сводови, скелетна конструкција и преломљени лук омогућили су у готичким грађевинама велике отворе који су донели светлост и прозрачност у унутрашњи простор катедрала. Типичан елеменат је била розета која је постављана изнад портала на репрезентативној фасади објекта. Практично сваки елемент у готичкој архитектури је носећи. Архитекти готике нису употребљавали прецизне прорачуне, експериментисали су и учили на грешкама и тако постизали задивљујуће грађевинске резултате.
- Наглашавање вертикала типично је за готску архитектуру. Сводови у катедралама достизали су висину до 48 m. Поједини градови су се утркивали у тежњи за што вишим и велелепнијим катедралама. Тежило се постављању пропорције између висине и ширине грађевине.
- Витки и високи стубови на полигоналним основама такође су карактеристични за ову архитектуру.
- Орнаменти су били сложени из геометријских облика и примењени су мотиви из биљног и животињског света.

Готску архитектуру можемо поделити на следећа раздобља:
- Раноготска архитектура- око 1140. у Немачкој 1220—1520.
- Архитектура високе готике- 1200. у Француској, 1250. у Немачкој, 1350. у Енглеској
- Архитектура позне готике- од 1350—1550.

## Перпендикуларни стил
Перпендикуларни стил је касна стилска фаза у енглеској готској архитектури. Фазу позне готске архитектуре у Енглеској, временски подударна са пламеним стилом у Француској, карактеришу богати визуелни ефекти и декорације. Доминирају вертикалне линије како на фасадама тако и на чипкастој каменој декорацији око прозора, прозорски оквири добијају знатно веће димензије, а унутрашњост се претвара у јединствен вертикално усмерен простор. Били су популарни „ лепезасти“ украси који висе с танких стубова или свода. Најстарији сачувани пример је хор катедрале у Глостеру (изградња започета 1335). Друга значајна здања су катедрала Кингс колеџ у Кембриџу (1446—1515) и Капела Хенрија ВИИ у Вестминстерској опатији. У XВИ веку додавање ренесансних елемената архитектури у перпендикуларном стилу довело је до развоја Тјудор стила.

## Сен Дени
За прву готску катедралу уопште сматра се доградња бенедиктинског манастира Сен Дени који је настао у првој половини 12. века. Новим начином је спојено неколико елемената тако да је створена целина која се сматра праузором за све касније настале готичке катедрале, што је у првом реду примена крстастог ребрастог свода, прочеље са монументалним порталом и паром торњева, велики прозорски отвори украшени витражима, скелетни систем градње и пренос терета свода помоћу контрафора, масивних спољних подупирача прислоњених уз зидове.

## Однос готике и антике
Готски стил је поред античког система поретка стубова (ренесанса, барок, класицизам) и модерне архитектуре (пуризам, конструкционизам, функционализам), најзначајнији употребљавани систем градње у средњоевропској архитектури. Иако је готика била схваћена као реакција на античку традицију, трудила се да своја схватања надовеже на антику. Употребљавала је античке стубове, аркаде између бродова катедрала (Сен Дени, Нотр Дам у Паризу, Ремсу итд.).
Готска архитектура тежи ка монументалности, помпезности, бесконачној дужини, ширини и висини грађевине, која је дословно изазивала вртоглавицу и изграђена је на самој граници носивости за примењене материјале у градњи.

## Нотр Дам, Шартр и Ремс
Најзначајнија тројка француских катедрала која представља даљу фазу развоја готске архитектуре у Француској.
Петобродна катедрала Нотр Дам (1163—1245) у Паризу је изванредна грађевина већ својом величином, јер је 130 m дуга а висина свода досеже 35 m. Запажања вредна је, јединствена сводна крстасто-ребраста конструкција састављена од шест елемената којом је покривен главни брод и трансепт (попречни брод), - као и западно прочеље са скулптурама француских краљева.
Катедрала у Шартру је најпознатија Богородичина црква у Француској. Била је изграђена после пожара 1194. године. Због тога јер је свака нова црква требало да буде велелепнија и лепша од претходне она је виша од цркве Нотр Дам у Паризу. Делује ипак мало тешко јер употребљава предимензионисане грађевинске елементе и делује као вечита грађевина што је очито био главни циљ градње.
Последња од тројке катедрала је катедрала у Ремсу. Била је грађена после пожара 1210. године. Њу карактерише првенствено употреба великог броја скулптура којима је западно прочеље практично преплављено.

## Готика мимо области Ил де Франс

### Италија
Италија такву готику као што је била у Ил де Франсу никада није примила и ту се комбинује у једној специјалној варијанти готике стил романике и византијски елементи и утицаји и веома је разноврсна. Готика у Италији није нашла примену готске конструкције зидања и овде не би тако лако нашли потпорни систем и скелетну конструкцију и изузетно је декоративног карактера.

### Пиринејско полуострво ([Шпанија и Португал)
Краљевина на Пиринејском полуострву (Шпанија и Португал) је била близу Француске и била је политички и војни савезник против Арапа. То се огледало у целом реду готских грађевина иако је долазило до помака у одређеним грађевинским навикама. Као и у Италији, и ту је архитектура веома разноврсна од монументалне архитектуре у Каталонији до утицаја арапске архитектуре у Севиљи и Палма де Мајорки.

### Енглеска
Готика је у енглеском поднебљу попримила интересантне особине са сасвим несвакидашњим изгледом, делом због тога што се постављала као ривал Француској у политичком смислу и није никада дошло до преузимања француске готике. Енглези су примали опрезно елементе готске архитектуре и спојили су их са личном архитектонском традицијом. Ипак је у Енглеској деловао ред француских градитеља.

### Холандија
Готика у Холандији је смеса посебних француских и енглеских утицаја. Значајне готичке грађевине поред цркава су и грађевине које изражавају моћ градова као цеховске и општинске куће.

## Готика у Немачкој и осталим земљама Европе
У немачком говорном подручју које укључује и Чешку готика је била преузета најкомплетније и била је широко распрострањена. У почетку у архитектури се сусрећемо са мноштвом романских елемената и готичких елемената с тим да се романички елементи постепено губе. Јавља се просветљен хор и видљив потпорни систем који се надовезује на француске узоре. У Чешкој у доба готике такође настају значајне цркве. После Хуситских побуна градитељи су се из Прага преселили у Аустрију. У доба када је у Италији започела ренесанса, архитектура иза Алпа имала је још увек у основи готички изглед иако се изоловано јављају елементи ренесансе.

## Споменици готске архитектуре (избор)
- Катедрала Нотр Дам у Паризу,
- Катедрала у Шартру,
- Манастирска црква Сен Дени прототип западне фасаде
- Нотр Дам де Лаон

- Катедрала у Шартру, Француска,
- Катедрала у Ремсу, Француска,
- Катедрала Нотр Дам у Паризу, Француска,
- Катедрала у Солсберију, Енглеска,
- Катедрала у Велсу, Енглеска,
- Катедрала у Улму, Немачка,
- Црква Св. Лоренса у Нирнбергу, Немачка,
- Катедрала у Келну, Немачка,
- Катедрала у Антверпену, Холандија,
- Катедрала у Бургосу, Шпанија,
- Катедрала у Фиренци, Италија,
- Катедрала у Орвијету, Италија,
- Дуждева палата у Венецији, Италија.